# Francesco Fronterotta
Francesco Fronterotta (* 10. Juli 1970 in Rom) ist ein italienischer Philosophiehistoriker auf dem Gebiet der antiken Philosophie.

## Leben
Nach einem altsprachlichen Abitur 1989 studierte Fronterotta an der Scuola Normale Superiore di Pisa. 1997 wurde er dort (bei Walter Leszl) und zugleich an der École des hautes études en sciences sociales (bei Pierre Vidal-Naquet und Luc Brisson) mit einer Dissertation zur ΜΕΘΕΞΙΣ. La teoria platonica delle idee e la partecipazione delle cose empiriche. Dai dialoghi giovanili al “Parmenide” in Philosophie promoviert. 1998 bis 1999 war er Stipendiat des Istituto Italiano per gli Studi Storici in Neapel. Darauf hatte er verschiedene Lehraufträge an der École normale supérieure de Fontenay–St. Cloud (Paris, 1996–1998), an der Scuola Normale Superiore di Pisa (1999–2001) und der Universität La Sapienza in Rom (an den Lehrstühlen für philosophische Hermeneutik und für theoretische Philosophie, von 1999 an). Von 2001 an war er wissenschaftlicher Mitarbeiter, von 2005 an außerordentlicher Professor für Geschichte der antiken Philosophie an der Università del Salento. Von 2012 an ist er außerordentlicher Professor für Geschichte der antiken Philosophie an der Universität La Sapienza Rom, 2014 erhielt er die Abilitazione scientifica nazionale für Geschichte der Philosophie.
Fronterotta arbeitet im Wesentlichen zu Platon, aber auch zu Aristoteles und Plotin. Er zählt zum den Kritikern des Tübinger Paradigmas zur Ungeschriebenen Lehre Platons. Er nahm außerdem an dem Projekt der Biblioteca ideale di Friedrich Nietzsche von Giuliano Campioni (Universität Pisa) teil.

## Schriften (Auswahl)
Zu Platon
- Guida alla lettura del “Parmenide” di Platone. Laterza, Roma-Bari 1998.
- Platone, Parmenide, trad. di G. Cambiano, introduzione e note a cura di F. Fronterotta, Laterza, Roma-Bari 1998.
- ΜΕΘΕΞΙΣ. La teoria platonica delle idee e la partecipazione delle cose empiriche. Dai dialoghi giovanili al Parmenide. Scuola Normale Superiore, Pubblicazioni della Classe di Lettere e Filosofia, Pisa 2001.
- Platone, Timeo. Introduzione, traduzione e note di F. Fronterotta, testo greco a fronte. BUR, Mailand 2003.
- Eidos–Idea. Platone, Aristotele e la tradizione platonica. A cura di F. Fronterotta e W. Leszl (International Plato Studies 21). Academia Verlag, St. Augustin 2005, 2. Auflage 2011.
- Platon, Hippias majeur – Hippias mineur. Présentations et traductions par J.-F. Pradeau et F. Fronterotta (Hippias mineur, présenté, traduit et annoté par F.F., Ss. 143–206). GF-Flammarion, Paris 2005.
- Lire Platon. Sous la direction de L. Brisson et F. Fronterotta, PUF, Paris 2006.
- Platone, Sofista, traduzione, introduzione e note di F. Fronterotta, testo greco a fronte. BUR, Mailand 2007.
- Due immagini di Platone in età contemporanea. Il Neo-kantismo, Martin Heidegger. Mimesis, Mailand-Udine 2017 (mit M. L. Bianchi).

Zu Plotin
- Plotin, Traités 1–6, traductions sous la direction de L. Brisson et J.-F. Pradeau, présentés, traduits et annotés par L. Brisson, F. Fronterotta, J. Laurent, L. Lavaud, A. Petit et J.-F. Pradeau (Traité 5, présenté, traduit et annoté par F. Fronterotta, Ss. 183–227). GF-Flammarion, Paris 2002.
- Plotin, Traités 7–21, traductions sous la direction de L. Brisson et J.-F. Pradeau, présentés, traduits et annotés par L. Brisson, J.-M. Charrue, R. Dufour, J.-M. Flamand, F. Fronterotta, M. Guyot, J. Laurent, L. Lavaud, A. Petit et J.-F. Pradeau (Traités 9–10–11–16, présentés, traduits et annotés par F. Fronterotta, Ss. 55–225; 365–76). GF-Flammarion, Paris 2003.
- Plotin, Traités 38–41, traductions sous la direction de L. Brisson et J.-F. Pradeau, présentés, traduits et annotés par R. Dufour, F. Fronterotta, L. Lavaud, et P.-M. Morel (Traité 38, présenté, traduit et annoté par F. Fronterotta, Ss. 13–171). GF-Flammarion, Paris 2007.
- Plotin, Traités 45–50, traductions sous la direction de L. Brisson et J.-F. Pradeau, présentés, traduits et annotés par M. Guyot, T. Vidart, R. Dufour, F. Fronterotta et J.-M. Flamand (Traité 49, présenté, traduit et annoté par F. Fronterotta, Ss. 301–405). GF-Flammarion, Paris 2009.

Zu Friedrich Nietzsche
- Friedrich Nietzsche, Les philosophes préplatoniciens suivi de Les διαδοχαί des philosophes. Textes établis d’après les manuscrits, présentés et annotés par P. D’Iorio et F. Fronterotta, trad. de l’allemand par N. Ferrand, trad. du grec et du latin par F. Ferrand, trad. du grec et du latin par F. Fronterotta. Éditions de l’Éclat, Collection “Polemos”, Combas 1994.
- Friedrich Nietzsche, Œuvres. (Bibliothèque de la Pléiade). Gallimard, Paris 2000, Band 1 (sous la direction de M. de Launay, avec, pour ce volume, la collaboration de M. Cohen-Halimi, M. Crépon, P. David, P. D’Iorio, F. Fronterotta, M. Marcuzzi et P. Rusch) : Écrits de jeunesse, Ss. 727-819; 1117-1150, Textes établis d’après les manuscrits par P. D’Iorio et F. Fronterotta, traduit par M. de Launay, A. Pernet et (pour le grec) F. Fronterotta, présentés et annotés par P. D’Iorio et F. Fronterotta.
- Nietzsches persönliche Bibliothek, herausgegeben von G. Campioni, P. D’Iorio, C. Fornari, F. Fronterotta und A. Orsucci (Supplementa Nietzscheana). De Gruyter, Berlin-New York 2003.

Zu Aristoteles
- La scienza e le cause. A partire dalla Metafisica di Aristotele. A cura di F. Fronterotta. Bibliopolis, Neapel 2010.
- Studi su Aristotele e l’aristotelismo. A cura di E. Cattanei, F. Fronterotta, S. Maso. Edizioni di Storia e Letteratura, Rom 2015.
- Il Noûs di Aristotele. Edited by G. Sillitti, F. Stella, F. Fronterotta. Academia Verlag, Sankt Augustin 2016

Zu den Vorsokratikern
- Eraclito, Frammenti. A cura di F. Fronterotta, con testo greco a fronte. BUR, Mailand 2013.
- La sagesse présocratique. Communication des savoirs en Grèce archaïque: des lieux et des hommes. Sous la direction de M.-L. Desclos et F. Fronterotta. A Colin, Paris 2013.
- Dai Presocratici a Platone. Cinque studi. A cura di F. Fronterotta e F. Masi. Edizioni di Storia e Letteratura, Rom 2018.